# Copenhagen Sprint for kvinder
Copenhagen Sprint for kvinder er et éndagsløb i landevejscykling for kvinder, der blev kørt første gang den 21. juni 2025. Det har startsted i Roskilde og målgang i København, og var fra starten en del af UCI Women's World Tour. Løbets organisatorer er Københavns Kommune, Roskilde Kommune, Danmarks Cykle Union, Sport Event Denmark, Wonderful Copenhagen, Kulturministeriet og Erhvervsministeriet. Arrangørerne fik i første omgang licens af UCI til at arrangerer World Tour-løbet i 2025, 2026 og 2027.

## Vindere
| År   | Vinder        | Toer          | Treer           |
| ---- | ------------- | ------------- | --------------- |
| 2025 | Lorena Wiebes | Elisa Balsamo | Chiara Consonni |
| 2026 |               |               |                 |